# Gunter Pauli
Gunter Pauli (Anversa, 3 marzo 1956) è un imprenditore belga, iniziatore dell'economia blu.

## Biografia
Laureato in economia all'Istituto Superiore Loyola di Anversa, è stato un imprenditore attivo in diversi settori come la cultura, la scienza, la politica e l'ambiente. Costruì Ecover, la prima fabbrica di detersivi biodegradabili che utilizzavano gli acidi grassi dell'olio di palma al posto dei tensioattivi petrolchimici.
Ha fondato la Zero Emissions Research and Initiatives (ZERI), una rete internazionale di scienziati, studiosi ed economisti che si occupano di trovare soluzioni innovative, progettando nuovi modi di produzione e di consumo a minor impatto ambientale.
Critico verso la "green economy", che ha definito "uno specchietto per le allodole" in quanto mette sul mercato prodotti troppo costosi in nome di una tutela ambientale tutta da dimostrare, Pauli afferma di ispirarsi ai principi che regolano il funzionamento dei cicli naturali e che non prevedono il concetto di rifiuto: tutto viene riutilizzato, gli scarti non esistono.
Coinvolto dal Presidente Giuseppe Conte nella gestione della pandemia di COVID-19 in Italia (sebbene sia stato in seguito smentito l'affidamento di un incarico ufficiale), ha causato movimento nell'opinione pubblica, parlando di una potenziale relazione tra reti 5G e diffusione del coronavirus.

## Opere
- Svolte epocali (Economia e management), Dalai Editore, 1997. ISBN 8880892096
- Il progetto Zeri. Più ricchezza, più lavoro, meno inquinamento: il nuovo approccio per l'economia del 2000, Il Sole 24 Ore, 1996. ISBN 8871879090
- Blue economy. Nuovo rapporto al Club di Roma. 10 anni, 100 innovazioni, 100 milioni di posti di lavoro, Edizioni Ambiente, 2010. ISBN 8896238498

In lingua inglese
- International Marketing: The Importance of Image in Japan, Sophia University Press, 1983, ISBN 978-4-88168-094-0
- Crusader for the future: a portrait of Aurelio Peccei, founder of the Club of Rome, Pergamon Press, 1987, ISBN 0-08-034861-0
- Services: the driving force of the economy, Waterlow Press, 1987, ISBN 978-0-08-033091-4
- con Richard Wright, The Second Wave: Japan's Global Assault on Financial Services , Waterlow Press, 1987, ISBN 978-0-312-01558-9
- Towards a United Europe: 1992 and Beyond - Shaping Priorities for Successful Regional Integration, SRI International, 1990, OCLC 22733850
- Double Digit Growth: How to Achieve it with Services. Pauli Publishing, 1991, ISBN 90-73625-02-5
- con Fritjof Capra, Steering Business towards Sustainability, United Nations University Press, 1995, ISBN 978-0-585-20025-5
- Breakthroughs: What Business can Offer Society, Epsilon Press, 1996, ISBN 978-1-900820-00-4
- Upsizing: The Road to Zero Emissions, Greenleaf, 1998, ISBN 978-187471-918-2
- con Mateo Kriess, Grow Your Own House : Simon Velez and Bamboo Architecture,  Vitra Design Museum, 2000, ISBN 3931936252
- Out of the Box: 21 ways to be creative and innovative at work, Future Managers, 2004, ISBN 978-1-920019-40-2
- Upcycling, Riemann Verlag (Munich), 1999, ISBN 978-3-570-50006-4
- Gunter's Fables - 7 Volumes in English and Spanish, Hogares Juveniles Campesinos (Bogotá), 2008, ISBN 958-8334-20-9
- The Blue Economy, Paradigm Publishers, 2010, ISBN 978-0-912111-90-2
- The Blue Economy 2.0: 200 Projects Implemented; US$ 4 Billion Invested; 3 Million Jobs Created, Academic Foundation (New Delhi), 2015, ISBN 93-327-0310-8
- The Blue Economy 3.0: The marriage of science, innovation and entrepreneurship creates a new business model that transforms society. XLibris (Sydney), 2017, ISBN 1-5245-2106-X
- The Third Dimension 3D Farming and 11 More Unstoppable Trends. JJK Books (Santa Barbara), 2017, ISBN 0-692-97307-9
- Plan A: The Transformation of the Argentinian Economy. JJK Books (Santa Barbara), 2018, ISBN 978-0-692-08465-6
- Plan A: La Transformación de la Economía Argentina. biblioteca permacultura (Buenos Aires), 2018, ISBN 978-987-46319-5-4